# 宮ノ本遺跡出土買地券
宮ノ本遺跡出土買地券（みやのもといせきしゅつどばいちけん）は、福岡県太宰府市にある宮ノ本遺跡1号墓（福岡県指定史跡）から発見された買地券。太宰府市指定有形文化財。

## 概要
1979年に調査された1号基（火葬墓）から発見された。1号基は火葬骨を収めた木櫃を置き、周囲に木炭などを詰めて盛土し、更に石を正方形で取り囲んだ上に小石を葺いていたが、買地券はその中央部に置かれていた。
買地券は長さ35.2センチメートル・幅9.5センチメートルの鉛製の板に墨書されている。長く土が付着していたために文字が薄くなり一部が損傷しているために判読不明な部分もあるが、赤外線テレビカメラ全体で6行構成（罫線あり）で楷書体で135文字前後あり、全体で75文字分が判読可能である。
被葬者に関する情報は読み取れないが元官人とみられ、息子の「好雄」が亡き父のために銭25文・鍬1口・絹5尺・調布5（単位不詳、尺か？）・白綿1目で静寂な方1丈の土地を購入したことを記し、父の安らかの眠りとともに子孫の繁栄と官人の地位の継続を願った内容になっている。